# Inderste interkostal
Inderste interkostalmuskler er et lag af interkostalmuskler dybt i det plan der indeholder interkostalnerver og interkostalårer og de indre interkostalmuskler.
| Anatomi | Spire Denne artikel om anatomi er en spire som bør udbygges. Du er velkommen til at hjælpe Wikipedia ved at udvide den. |